# Cipro (metropolitana di Roma)
Cipro è una stazione della linea A della metropolitana di Roma.

## Storia
La stazione venne inaugurata il 29 maggio 1999 come parte del prolungamento da Ottaviano a Valle Aurelia.
Nel 2007 perse la denominazione Cipro-Musei Vaticani, la quale fu inserita al nome di Ottaviano, che divenne quindi Ottaviano-S.Pietro-Musei Vaticani.

## Struttura e impianti
Si tratta di una stazione la cui entrata si affaccia su una piazza ipogea a circa quattro metri sotto il piano stradale ed è raggiungibile da una scalinata coperta da una tettoia trasparente. La canna di transito del treno in direzione del capolinea Battistini è complanare all'ingresso, mentre quella del treno in direzione Anagnina si trova al di sotto di essa; di conseguenza le banchine, entrambe sul lato verso via Cipro, sono collegate tramite scale mobili.

## Interscambi
- Fermata autobus ATAC

## Servizi
La stazione dispone di:
- Biglietteria automatica
- Servizi igienici